# 小西ミナツ
小西 ミナツ（こにし ミナツ、1989年7月4日 - ）は、日本の音楽家。福岡のガールズバンド「イツカミナツ」で活動。

## 出演

### テレビ
ナチコラル学園 　FBS福岡放送 　